# Henare Tomoana
Henare Tomoana, né Tomoana probablement à Heretaunga dans les années 1820 ou bien au début des années 1830 et mort le 20 février 1904, est un chef tribal et homme politique néo-zélandais.

## Biographie
Né dans l'aristocratie maori de la Nouvelle-Zélande pré-coloniale (ces îles deviennent une colonie britannique en 1840), il est le troisième fils de Te Rotohenga, fille de Hawea, chef prestigieux de l’iwi (tribu) Ngāti Te Whatuiāpiti (en). Il est également apparenté à l’iwi Ngati Kahungunu. Durant son enfance les Ngati Te Whatu-i-apiti résistent avec succès aux incursions d'autres tribus sur leurs terres, dans le cadre des guerres des mousquets. Il se convertit au christianisme à une date inconnue, et prend le prénom Henare (forme maori de Henry) lors de son baptême. Marié trois fois, il a treize enfants de sa troisième épouse, Akenehi (Agnes) Patoka, mais seuls deux lui survivront.
Endetté auprès de commerçants européens, dans les années 1860 il vend bon nombre des terres tribales dont il a charge. Partisan du gouvernement colonial, il prend la tête d'un groupe de guerriers Ngati Kahungunu et aide les autorités à traquer le fugitif rebelle Te Kooti en 1868 et 1869. En décembre 1868 il capture notamment le pa (village fortifié) rebelle à Makaretu. En 1873 toutefois il participe au « mouvement de répudiation » initié par des tribus maori de la région de Hawke's Bay, qui estime illégitimes bon nombre de ventes de terres des années précédentes et cherche à les faire annuler, avec l'aide de l'avocat John Sheehan. Pour ce faire, Tomoana crée, dirige et publie un journal hebdomadaire en langue maori, Te Wananga, qui paraît d'août 1874 à décembre 1878. Il cherche à y expliquer aux lecteurs maori les pratiques commerciales et les principes juridiques européens, et prend parti activement pour son demi-frère Karaitiana Takamoana (en), qui est alors le député des Maori de la partie est de l'île du Nord à la Chambre des représentants de Nouvelle-Zélande et qui soutient le mouvement de répudiation.
En juin 1876 il accueille et préside à Pakowhai une importante réunion de chefs tribaux de la région. Les chefs assemblés expriment leur loyauté envers la reine Victoria et se disent favorables à des assemblées annuelles et à un accroissement de la représentation des Maori à la Chambre des représentants pour mieux défendre leurs intérêts collectifs. Karaitiana Takamoana meurt en 1879 et Henare Tomoana remporte l'élection partielle en juillet pour lui succéder au Parlement de Nouvelle-Zélande. Ayant déchanté du gouvernement de Sir George Grey et de son ministre des Affaires indigènes John Sheehan, il vote contre leur gouvernement lors d'une motion de censure à la Chambre, qui provoque la chute de ce gouvernement et la tenue d'élections législatives anticipées en octobre (en). Réélu député pour les Maori de sa région, Henare Tomoana est très brièvement nommé membre du Conseil exécutif du nouveau gouvernement du Premier ministre conservateur John Hall.
En tant que simple député et ne maîtrisant pas tout à fait la langue anglaise, Henare Tomoana n'a qu'une influence très limitée sur la législation adoptée par le Parlement. Il ne parvient pas à faire mettre en place un plan de réelle autonomie pour les tribus maori dans la gestion de leurs terres. Sa carrière politique lui confère toutefois un important mana auprès des siens, même après sa défaite aux élections de 1884. Il exerce un rôle de premier plan dans la création du mouvement autonomiste maori Kotahitanga (en), le « parlement maori » dont il accueille la première session en 1892 à Heretaunga. Il est élu speaker (président) de ce parlement. En juin 1893 il présente ainsi au gouvernement néo-zélandais un texte de proposition de loi d'autonomie maori, préparé par ce parlement. Le texte, qui n'est pas accepté, demande que la gestion des affaires maori soit déléguée au parlement Kotahitanga, sous la seule autorité du Gouverneur, le représentant de la Couronne britannique en Nouvelle-Zélande. Cette même année, il obtient toutefois du Premier ministre Richard Seddon que soient relâchés les membres de l’iwi Ngai Tuhoe arrêtés pour s'être opposés au cadastre de leurs terres. Tentant de structurer le Kotahitanga selon les normes parlementaires britanniques, Henare Tomoana s'y déclare « chef de l'opposition » durant la quatrième session, en 1895.
En 1898, sur proposition du Premier ministre Richard Seddon, il est fait membre du Conseil législatif, la chambre haute du Parlement de Nouvelle-Zélande. Il y siège jusqu'à sa mort en 1904. Il est inhumé à Waipatu, en présence notamment de Richard Seddon et du ministre des Affaires indigènes, le Maori James Carroll. Son fils Paraire Tomoana deviendra un auteur-compositeur influent.